# Смолин (Чернігівський район)
Смо́лин — село в Україні, у Гончарівській селищній громаді Чернігівського району Чернігівської області. Населення становить 590 осіб. Орган місцевого самоврядування — Гончарівська селищна громада.

## Історія
Вперше в писемних джерелах Смолин згадується під 1523 роком. На території села — курган часів Київської Русі (Х-ХІІ ст.), городище і поселення V—VII ст. та Х-ХІІІ ст.
За привілеєм 1496 р. князя Олександра в сельці Смолин на землі Бутовича поселився люд вольний, прихожий. У 1523 р. — 10 димів.
З отпису князя Московського Польському королю 1595 р. «в юлі місяці Лаврін Ратомський кровопролитно воював у Смоленску волость воїнськи обучених литовських людей- острян Єрмолку Білика да Гришку Медведка з товаришами, до 200 людей, бортників, севрюків. які селян смоленських Микільського монастиря побили, рухлядь забрали і хотіли старців повісити. Де це бачено, щоб в перемиря таке робилося. Ти б, Жигимонте король, уняв би Лавріна Ратомського, а острян Біликова і Медведка велів би стратити». Як видно, тоді вже було Смолинська волость.
Між Смолином та Лебедівкою (історична назва - Гнилуша) знаходиться кордон Московського царства і Речі Посполитої - від нього залишилися два насипні вали.
За ленним правом у 1633 р. села Смолов і Максим надано старості чернігівському Мартину Калиновському. За реєстром 1638 р. — 70 димів. На 1640 рік Смолин належав до Чернігівського староства, що видно із судової справи остерського старости Стефана Аксака
Надано гетьманом Виговським у 1659 р. слабинському сотнику Івану Утві 46 дворів. Пізніше маєтність перейшла до родини сотників Домонтовичів. Церква відома з 1666 р. За купчою 1691 р. відомий смолинський отаман Андрій Тукало. У 1732 р. — церква, школа, шпиталь, шинок. Отаман смоленський у 1743 р. — Кіндрат Рашко.
У 1742 році в селі за даними Олександра Лазаревського був водяний млин бунчукового товариша Михайла Домонтовича 1754 року під селом на річці Гулак були дві мельниці бунчукового товариша Володимира Домонтовича, на річці Кривші — мельниця Матвія Домонтовича
У 1866 році — 150 дворів, 1398 жителів, Миколаївська дерев'яна церква, земська школа, бібліотека.
1859 року у казеному селі Морівської волості Остерського повіту Чернігівської губернії, мешкало 1398 осіб (685 осіб чоловічої статі та 713 — жіночої), налічувалось 150 дворових господарства, існували православна церква та 3 винокуренні заводи.
В часи козацтва село належало до Слабинської сотні Чернігівського полку.
Земська школа відкрита у 1879 р. , навчалося 50 дітей, опікун- дворянин Микола Домонтович.
У селі на початку 20 століття діяв осередок товариства «Просвіта». У 1924 р.-378 дворів і 1794 жителі.
Спалено під час другої світової війни  374 двори через провокацію місцевих радянських партизан, які стали стріляти з двох кулеметів по відступаючих німцях, пересидівши окупацію в болоті та в лісі.
1973р.-424 двори і 1095 жителів. У 1986 р. після Чорнобиля перенесено виробництво і переселені робітники торфобрикетного заводу з Мньова. Нині - 630 мешканців.
Урочища – Рим (до Андріївки), р. Криченське жерело, Буда, Жеведюха, Ралак, Криничка. Урочище Рим в цьому випадку займало велику територію над Десною від Смолина до Андріївки, Жеведі, Слабина- ціла країна перших сіверян. Очевидно саме маркерний топонім Рим визначав територію першопоселенців- сіверян. Жеведюха- означає жива вода, тут знаходиться цілюща криниця. За переказом її вода повертає втрачений зір.

## Населення

### Мова
Розподіл населення за рідною мовою за даними перепису 2001 року:
| Мова            | Кількість | Відсоток |
| --------------- | --------- | -------- |
| українська      | 784       | 96.43%   |
| російська       | 25        | 3.08%    |
| білоруська      | 2         | 0.25%    |
| польська        | 1         | 0.12%    |
| інші/не вказали | 1         | 0.12%    |
| Усього          | 813       | 100%     |

## Готель
У селищі є готель на 22 особи. Є кафе, більярд, сауна і 2 басейни. Готель за адресою: вул. Спортивна, 3.

## Люди
- Компанець Микола Прокопович (народився 1937 в Смолині — помер 2017) — український громадський діяч і радянський політик. У 1988—1991 — міністр хлібопродуктів УРСР;
- Шкурко Анатолій Ничипорович (1924—2019) — народний художник України;[8]
- Буденний Василь Йосипович (1947) — письменник, викладач Чернігівського національного університету імені Т.Шевченка.

## Галерея

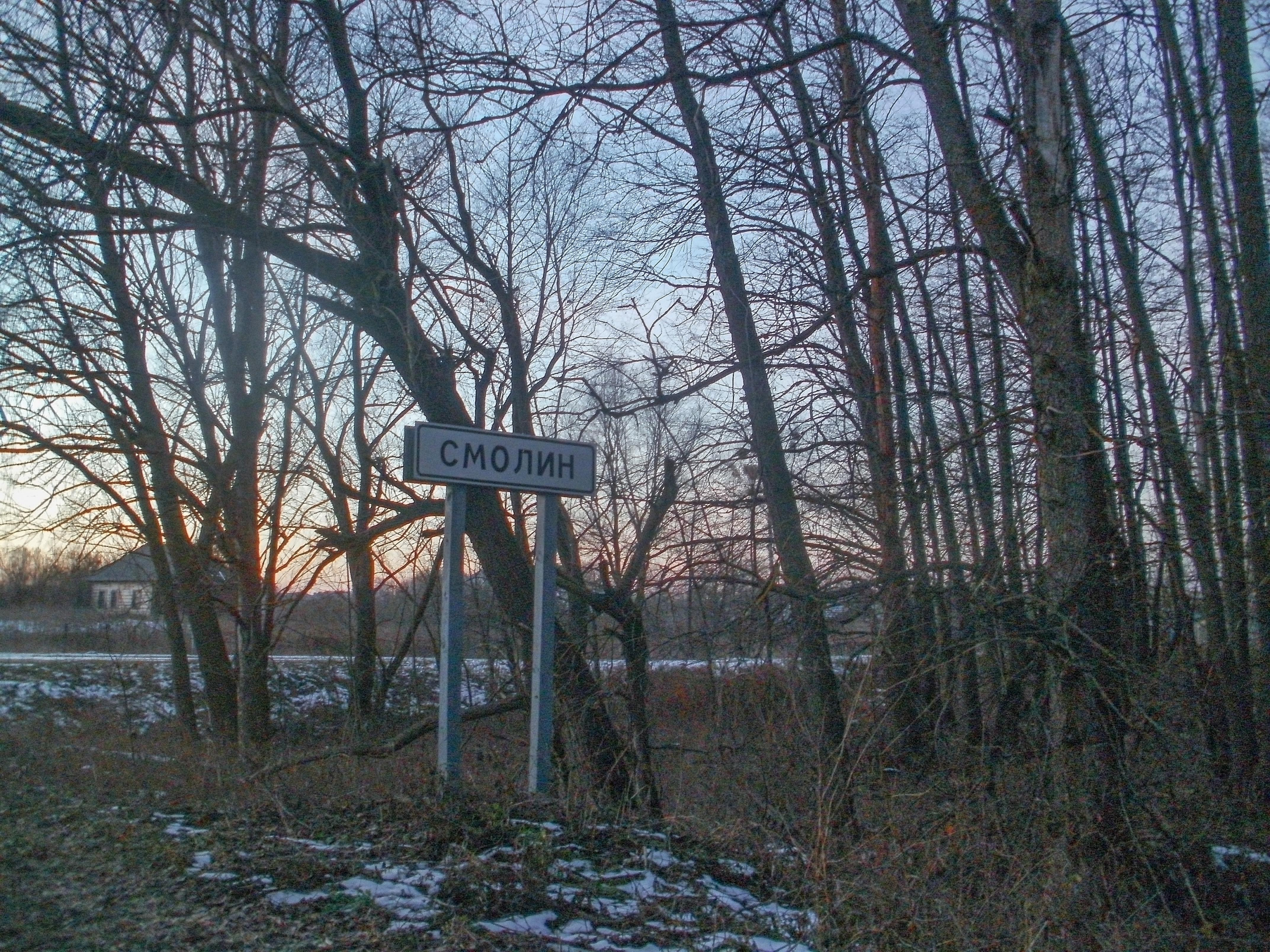
Знак
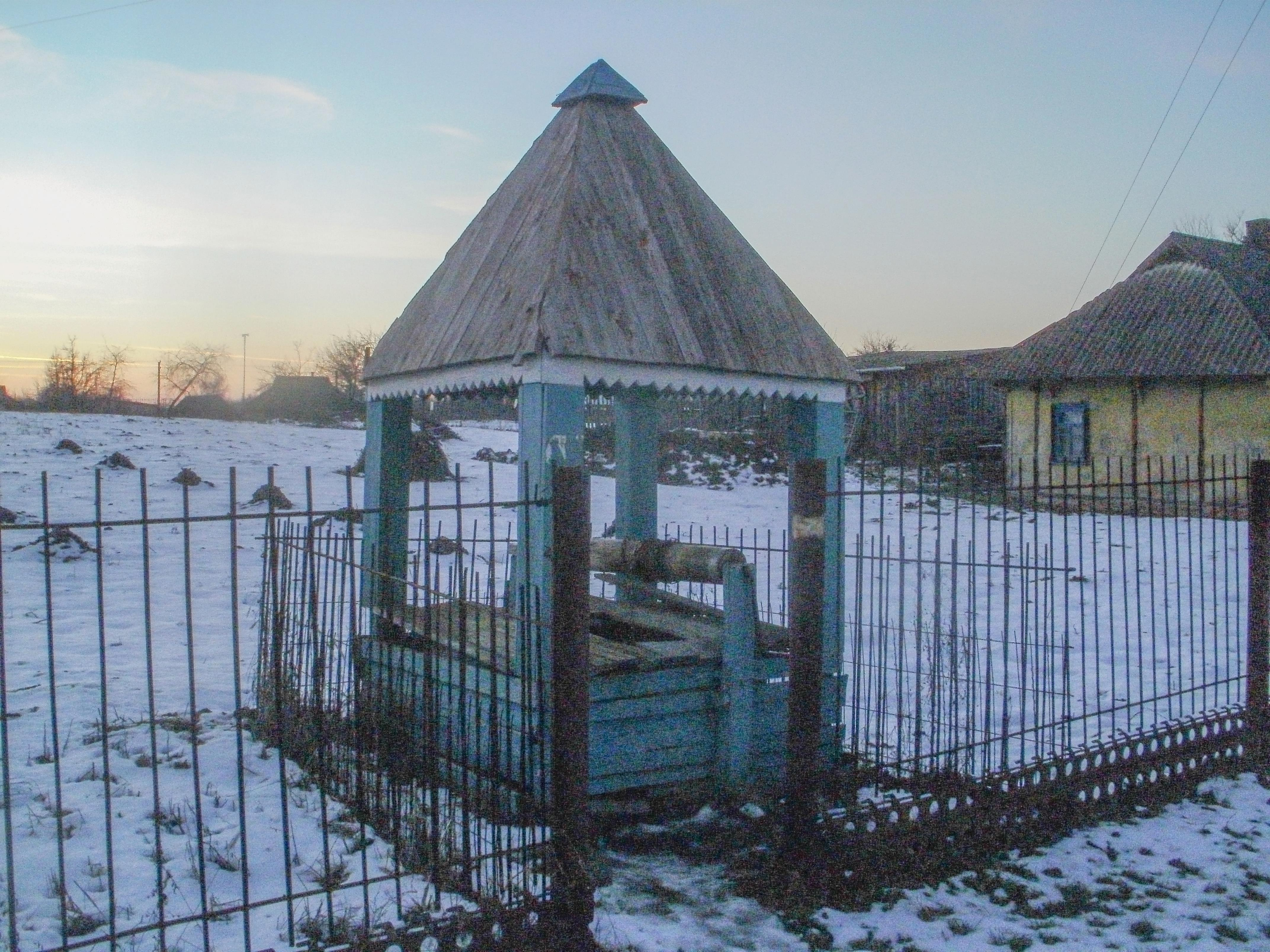
Криниця
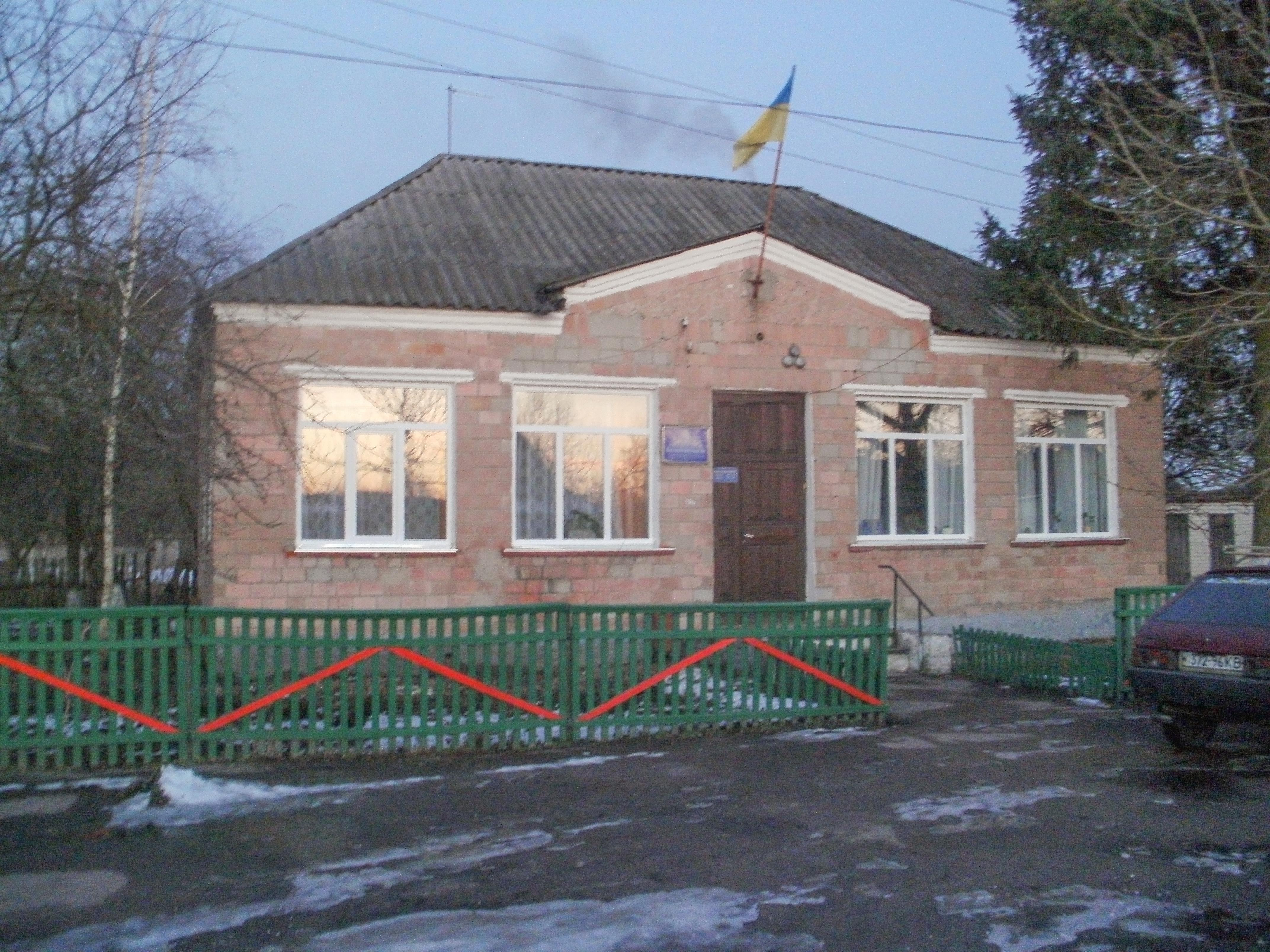
сільрада
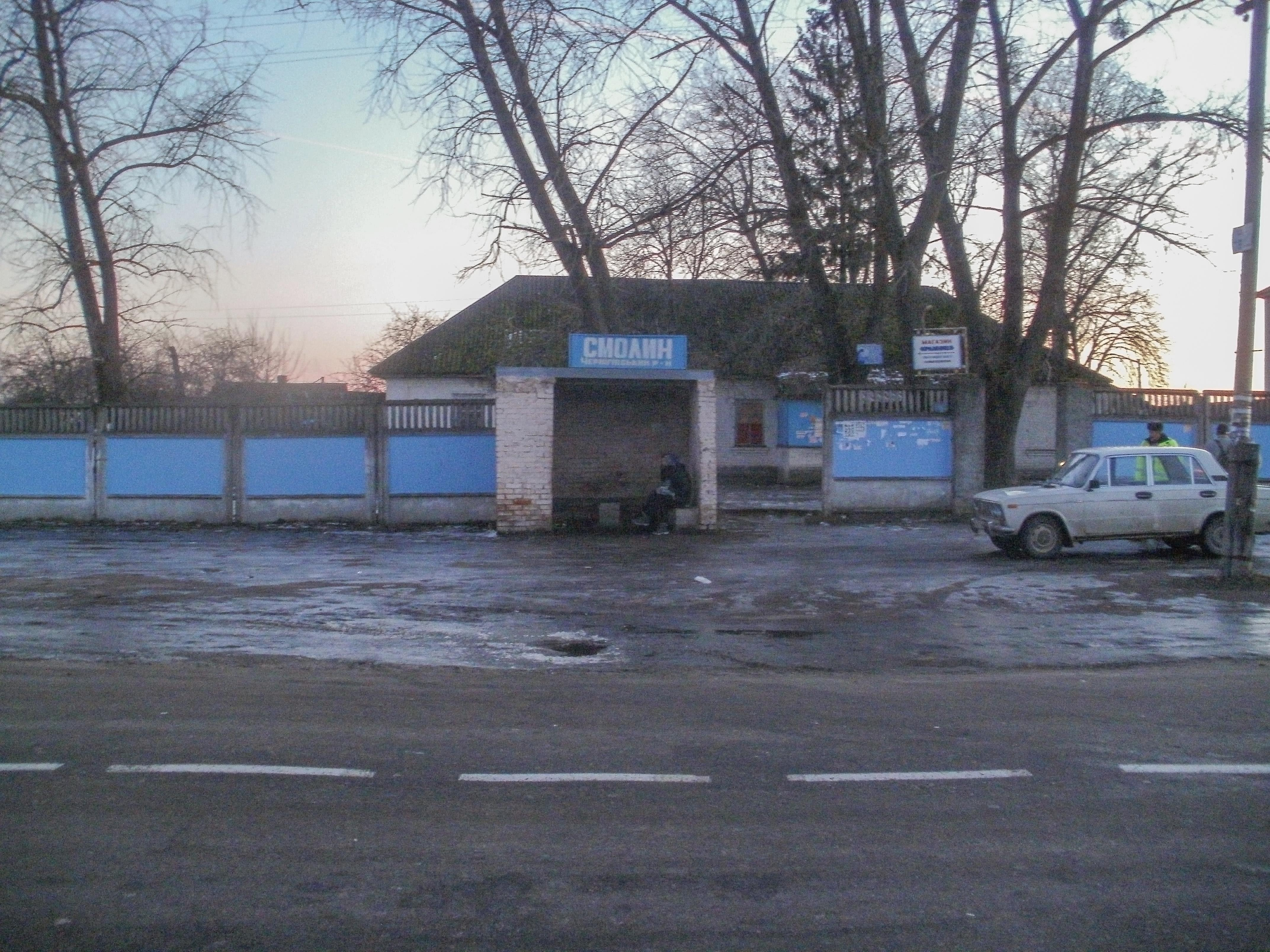
автобусна зупинка
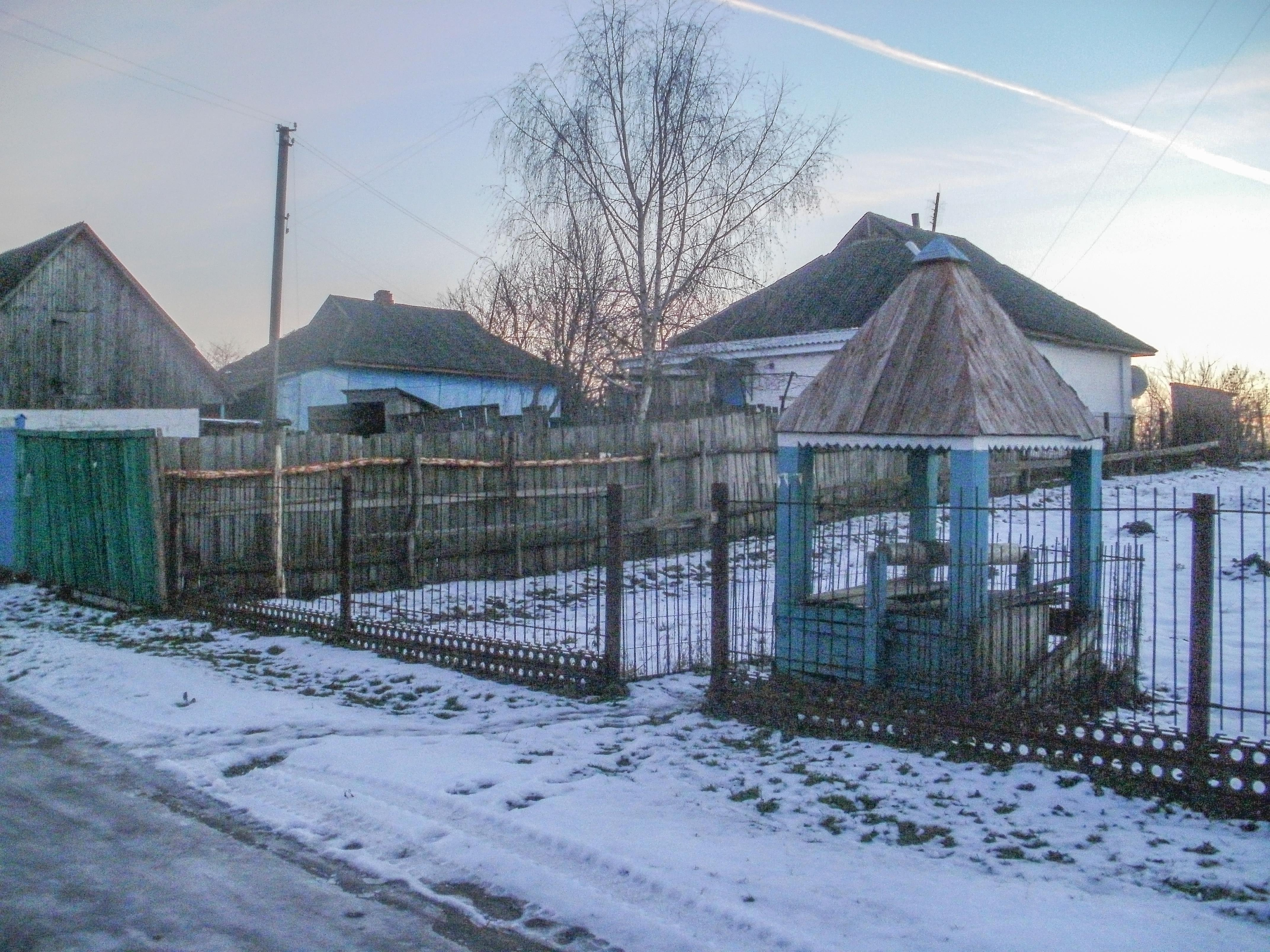
типові хати
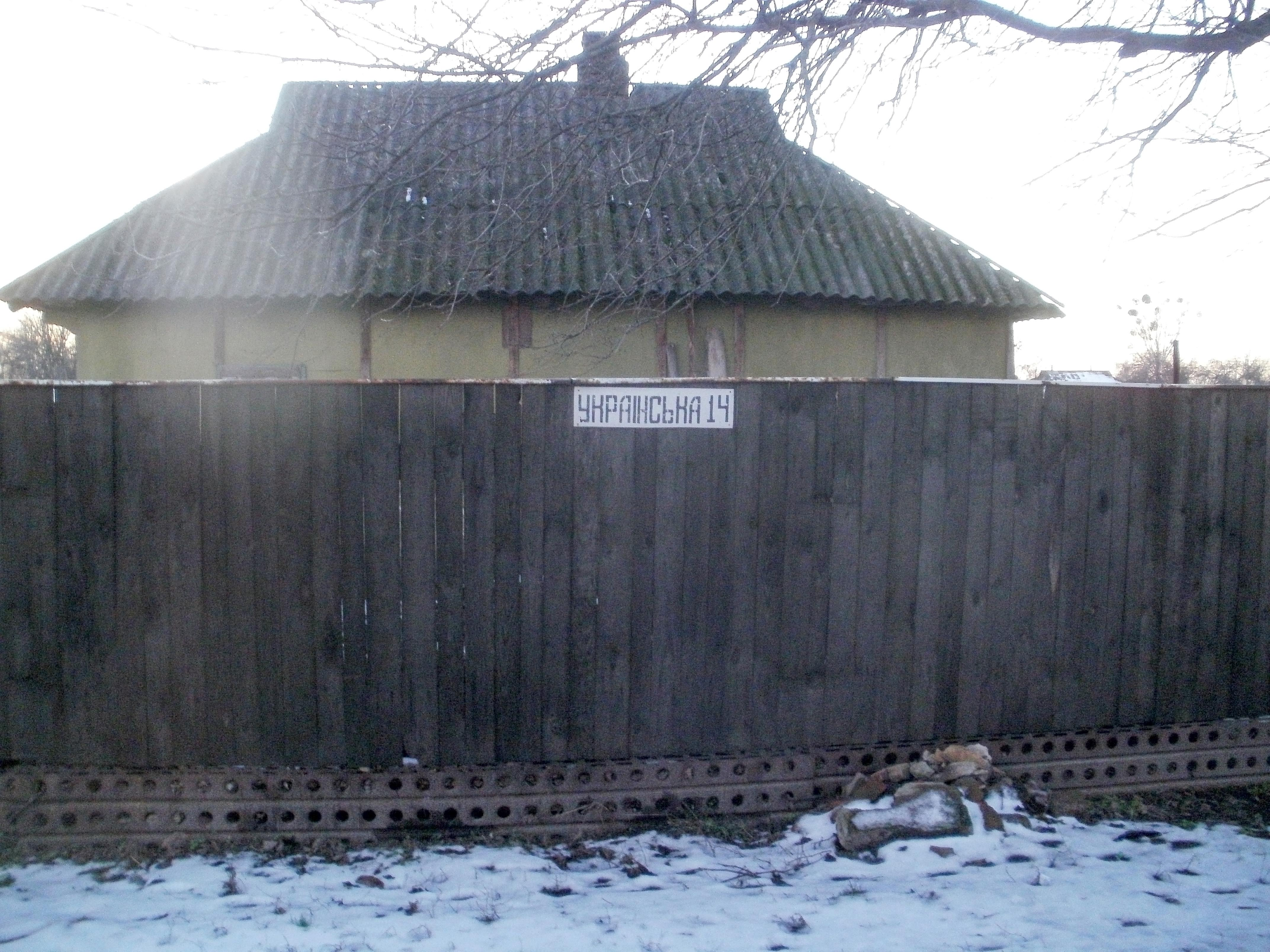
українська 14
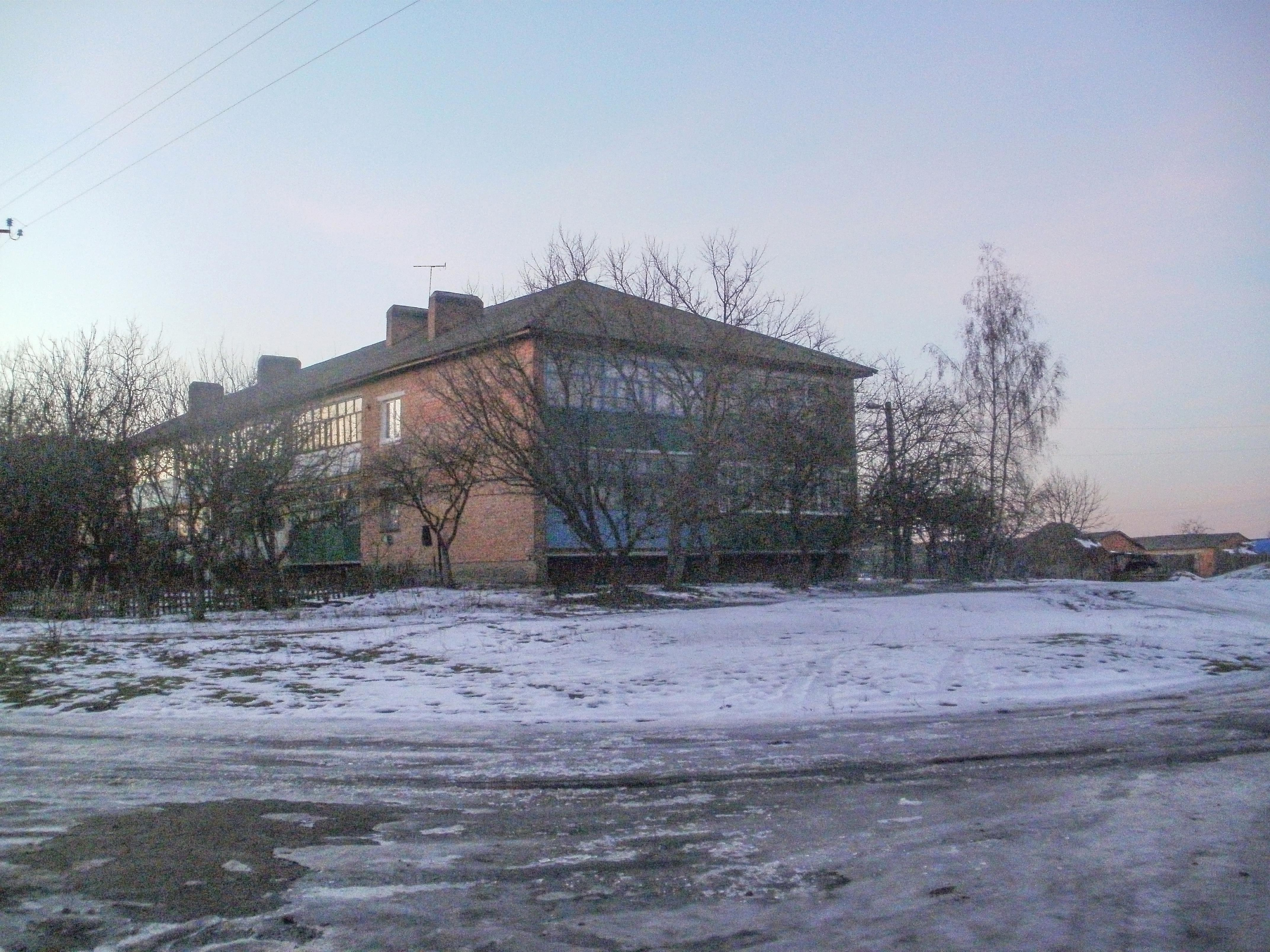
2-х поверховий будинок
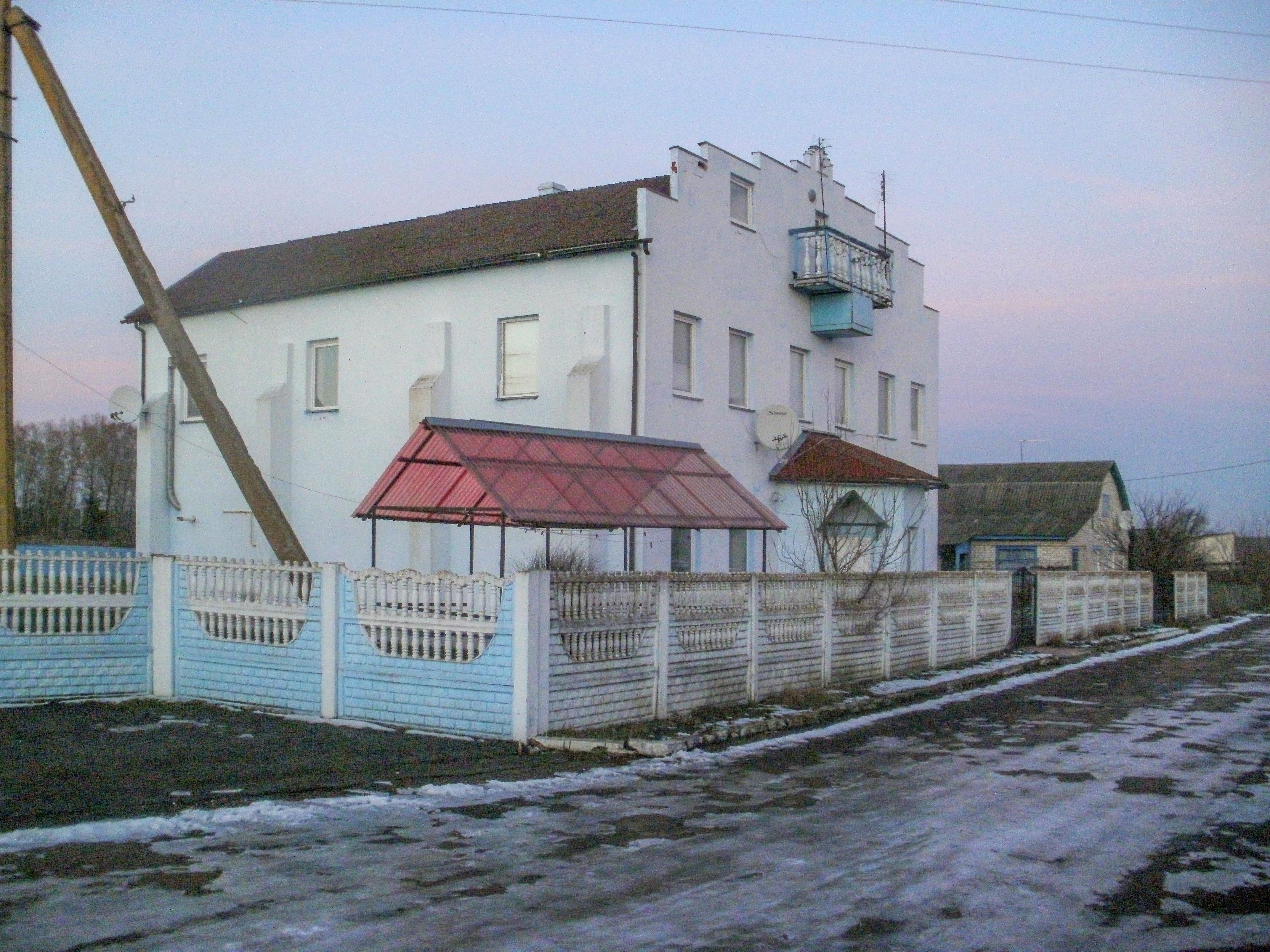
Готель
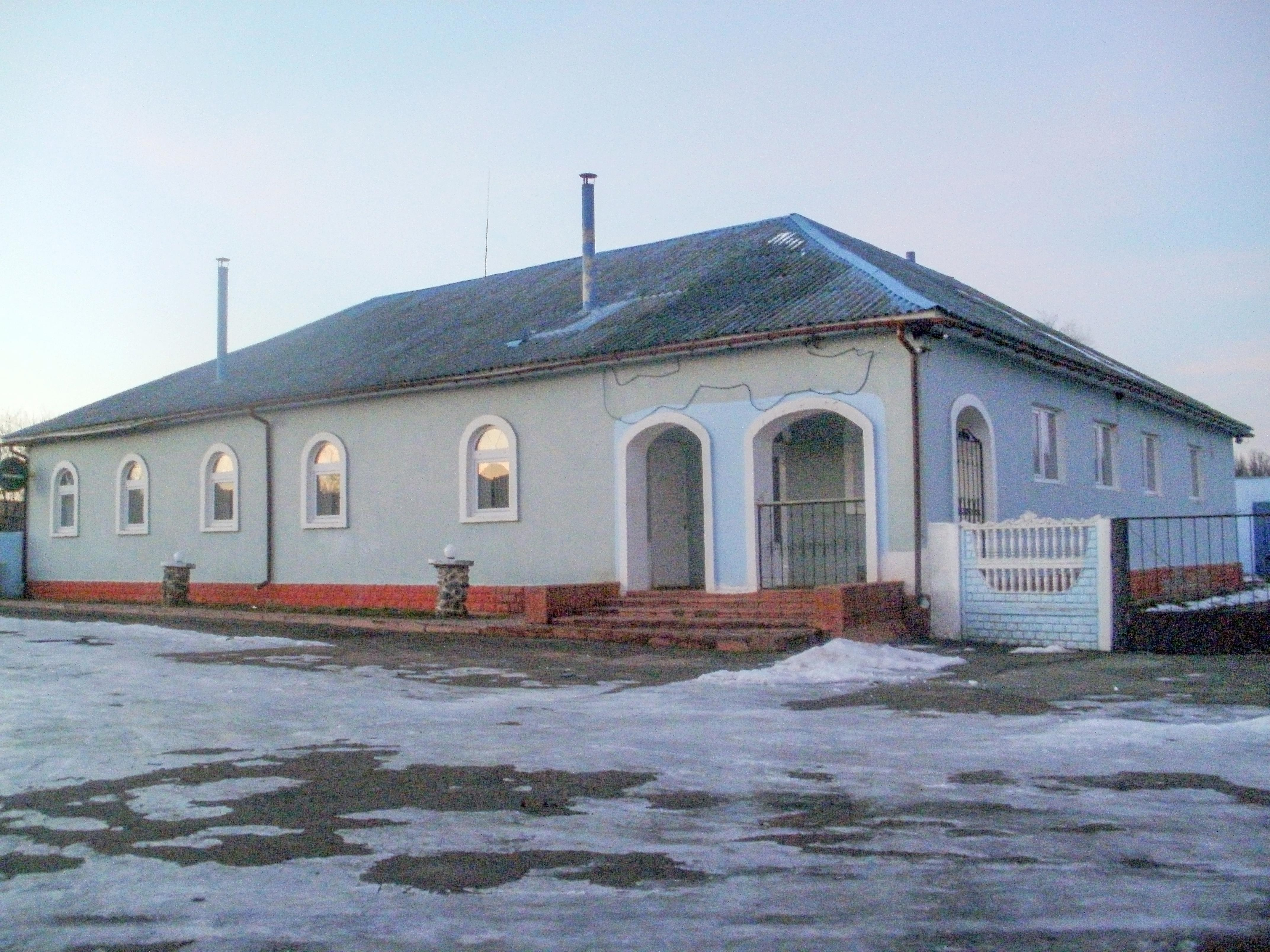
кафе
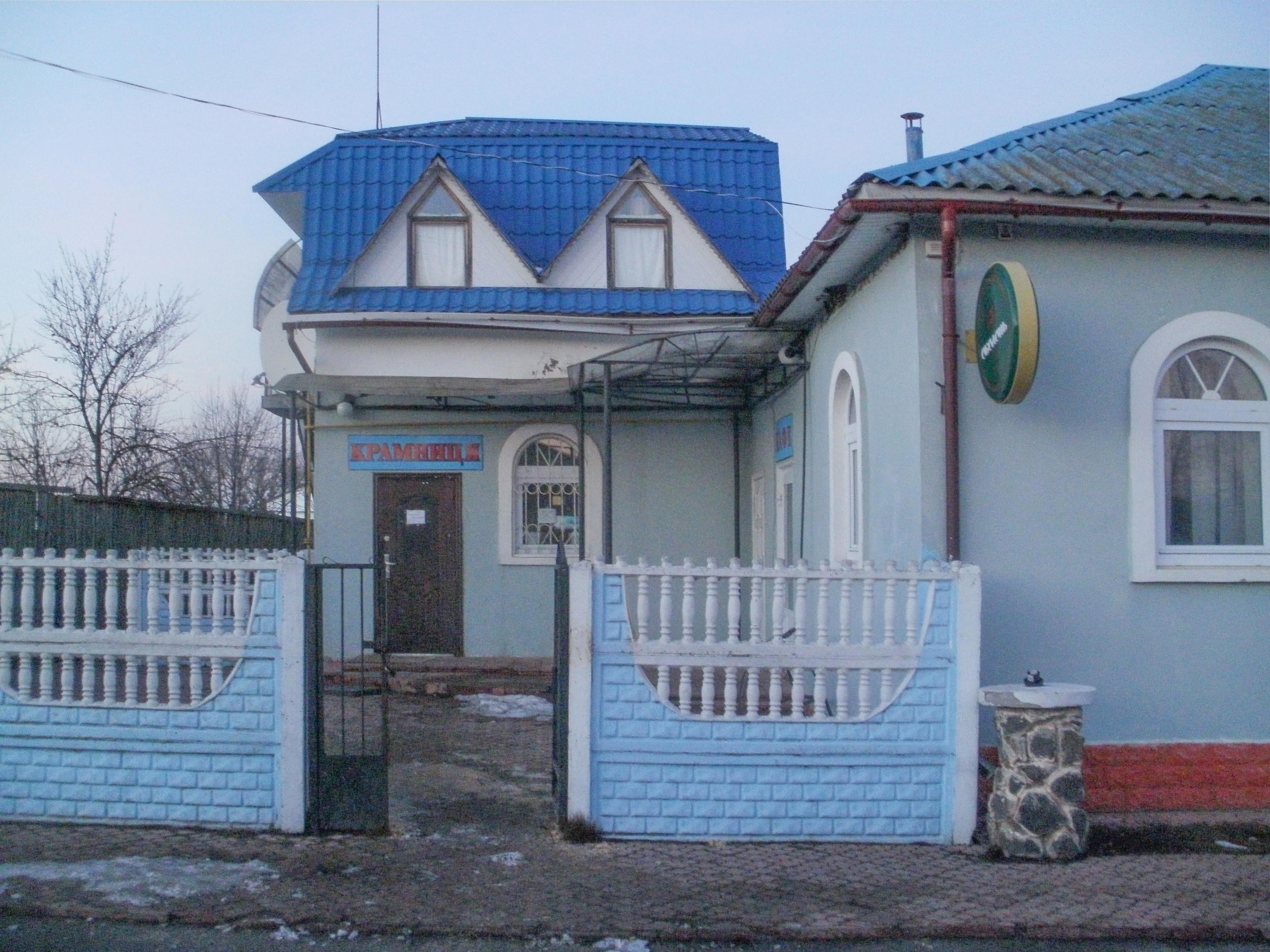
крамниця і кафе
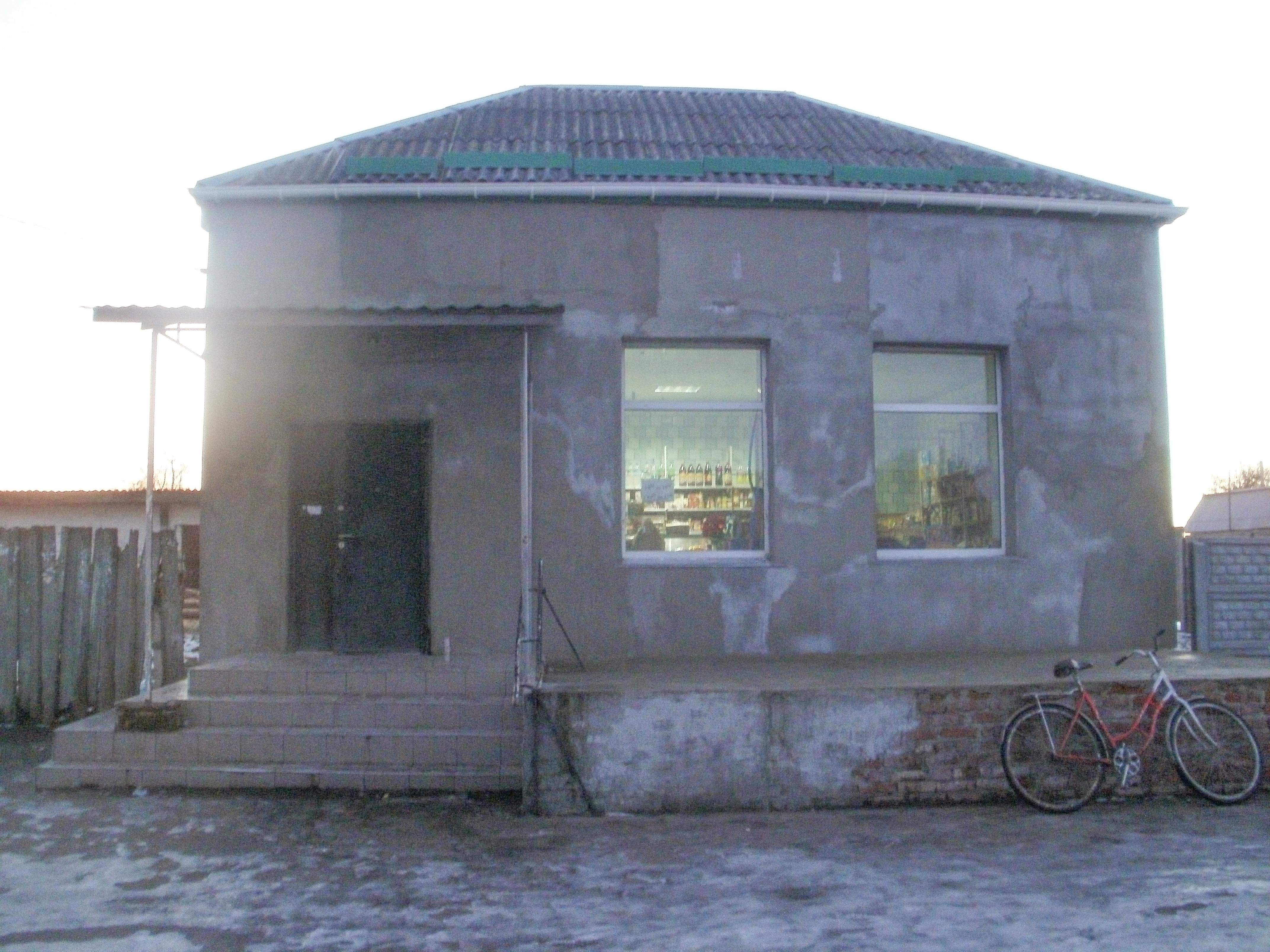
магазин
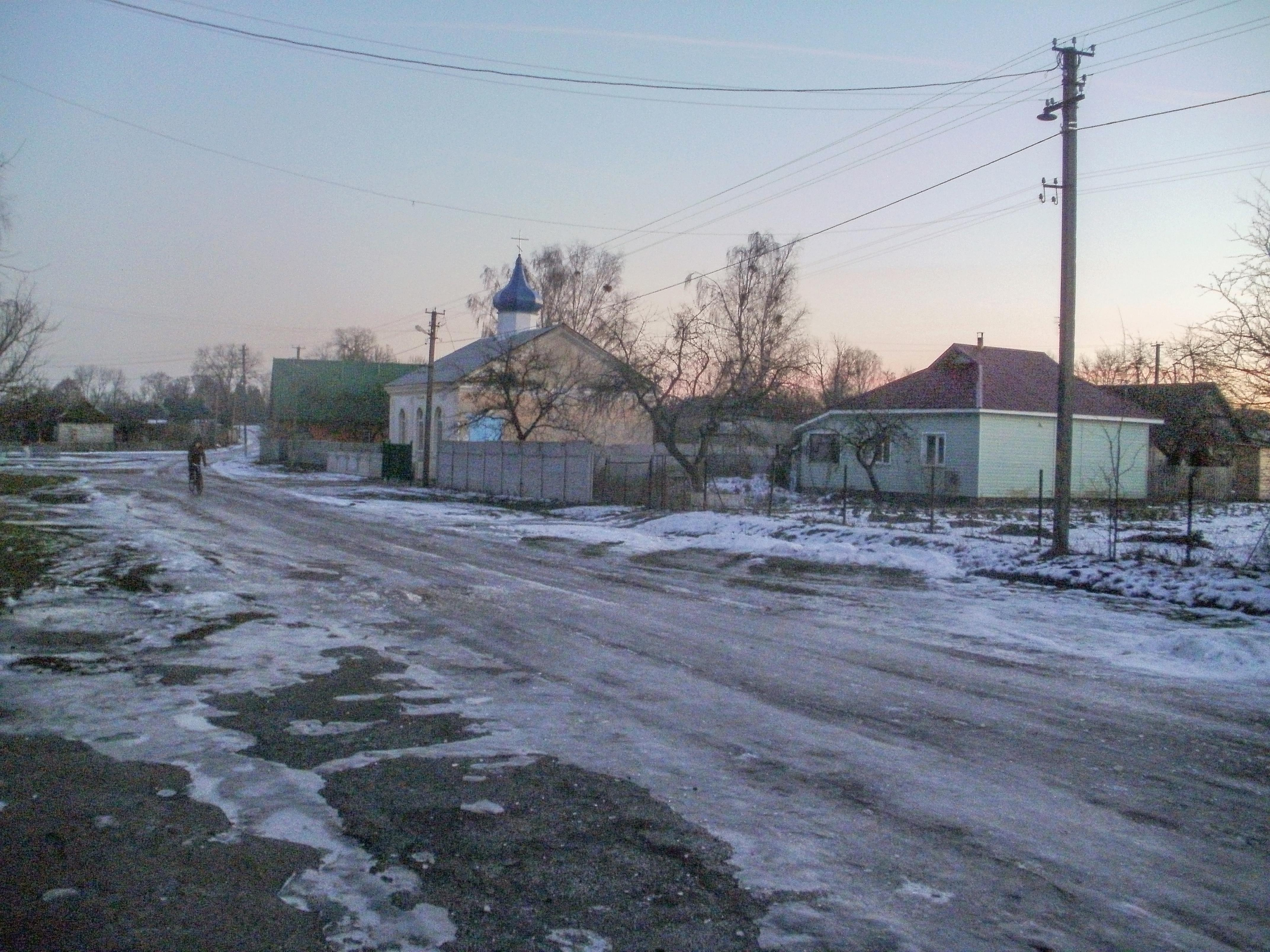
церква
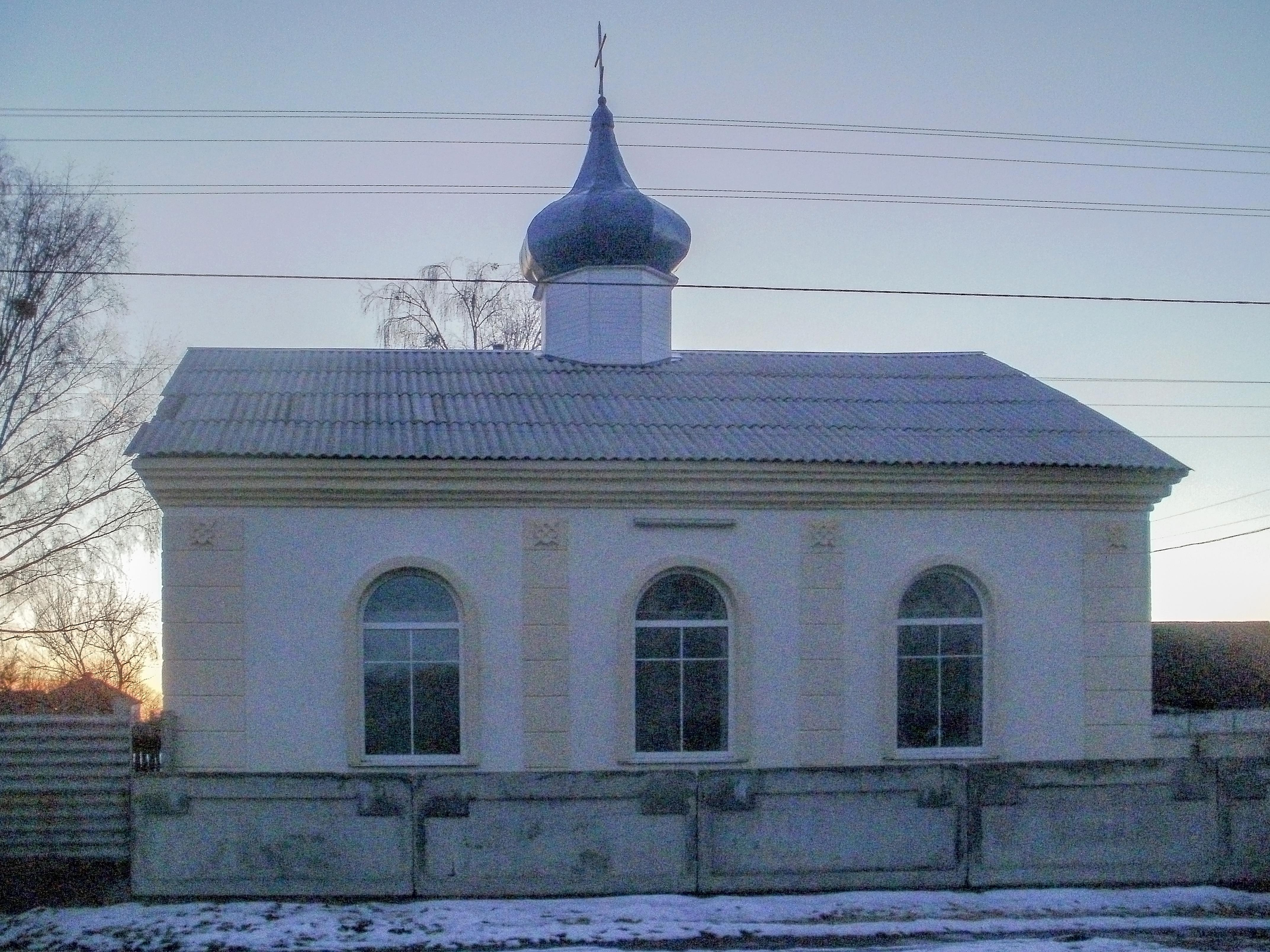
церква
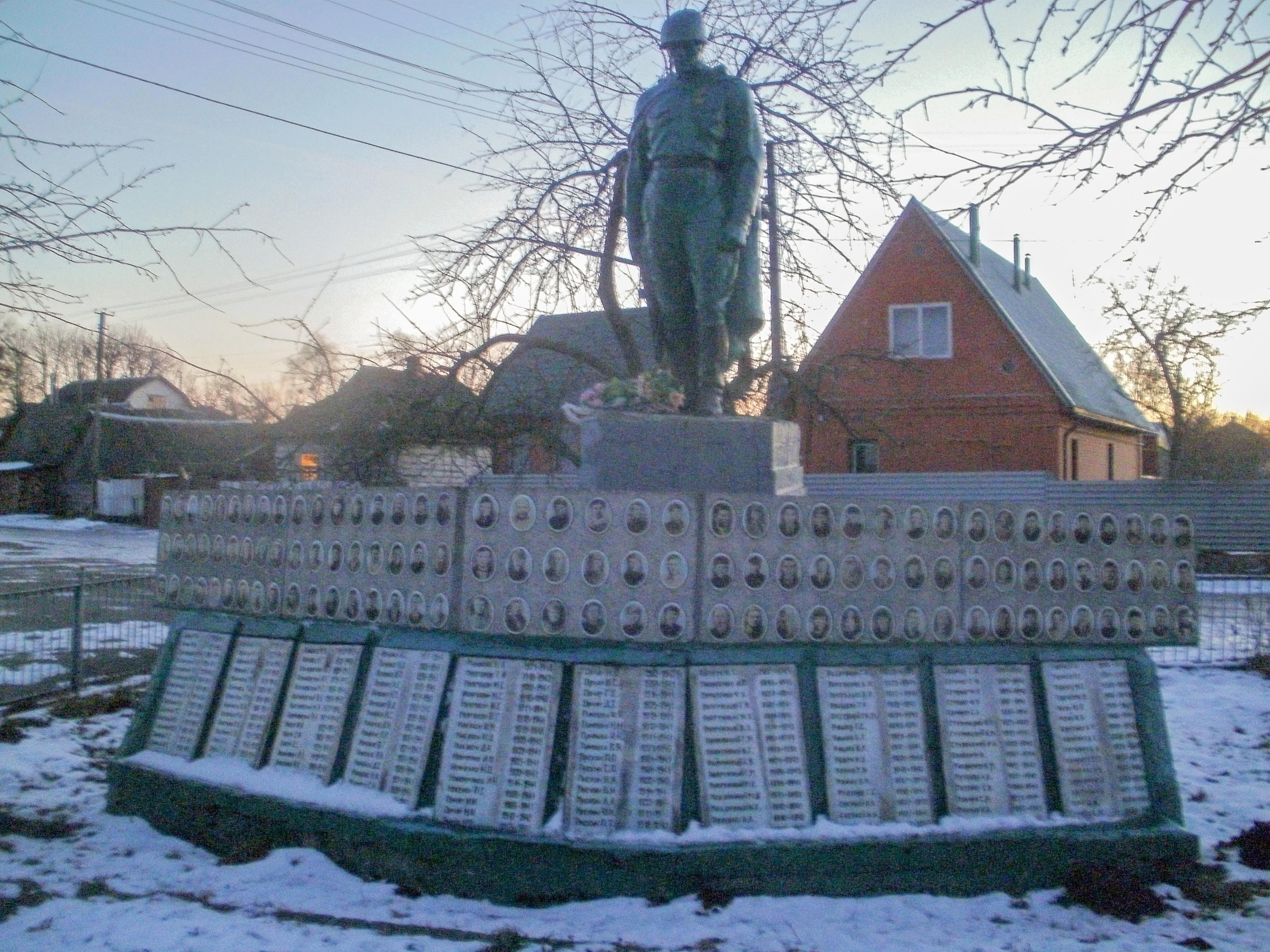
Пам'ятник загиблим у Другій світовій війні
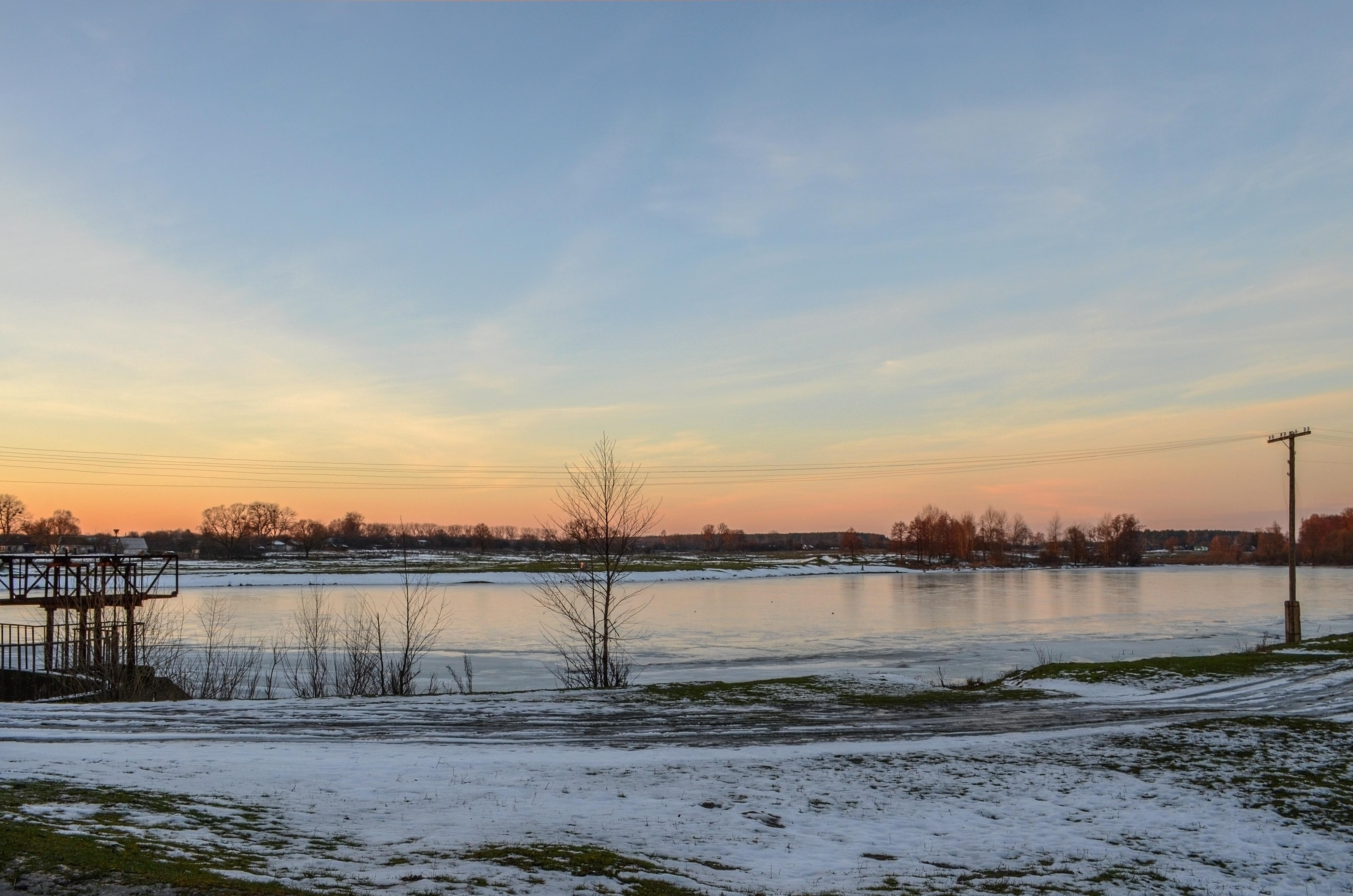
ставок між селами Смолин та Жеведь, гідрологічний заказник